# Enceladus (Mond)
Enceladus (von altgriechisch Ἐγκέλαδος Enkélados; auch Saturn II) ist einer der größten Saturnmonde. Nach Masse und Durchmesser steht er an sechster Stelle und nach Abstand vom Zentralplaneten Saturn an vierzehnter Stelle der 274 bekannten Monde. Er ist ein Eismond und zeigt kryovulkanische Aktivitäten, deren sehr hohe Fontänen aus Wassereispartikeln auf der südlichen Hemisphäre eine dünne Atmosphäre erzeugen. Diese Fontänen speisen wahrscheinlich den E-Ring des Saturn. Im Bereich der vulkanischen Aktivität wurden auch Hinweise auf flüssiges Wasser gefunden, sodass Enceladus als einer der möglichen Orte im Sonnensystem mit günstigen Bedingungen für die Entstehung von Leben gilt.

## Entdeckung und Benennung
Enceladus wurde am 28. August 1789 von dem deutsch-britischen Astronomen Wilhelm Herschel entdeckt.
Enceladus ist der sechste entdeckte Saturnmond und der zwölfte entdeckte Mond (abgesehen vom Erdmond) im gesamten Sonnensystem. Durch seine damals am zweitnächsten zu Saturn liegende Umlaufbahn wurde er als zweitinnerster der sieben bis dahin bekannten großen Saturnmonde von der Internationalen Astronomischen Union (IAU) mit der römischen Nummerierung II bezeichnet.
Benannt wurde der Mond nach dem Giganten Enkelados (lateinisch Enceladus) aus der griechischen Mythologie. Der Name wird auf der zweiten Silbe betont.
Der Name „Enceladus“ sowie Namen für sieben weitere Saturnmonde wurden von Wilhelm Herschels Sohn, dem Astronomen John Herschel, in der 1847 erschienenen Veröffentlichung Results of Astronomical Observations made at the Cape of Good Hope vorgeschlagen. Sie sollten nach Geschwistern des Titanen Kronos benannt werden.

## Bahneigenschaften

### Umlaufbahn
Enceladus umkreist Saturn auf einer prograden, fast perfekt kreisförmigen Umlaufbahn in einem mittleren Abstand von etwa 238.000 km (ca. 4 Saturnradien) von dessen Zentrum (bzw. dem Schwerezentrum), also etwa 177.680 km über dessen Wolkenobergrenze. Die Bahnexzentrizität beträgt 0,0045, die Bahn ist 0° gegenüber dem Äquator von Saturn geneigt, liegt also fast in der Äquatorebene des Planeten. Durch die niedrige Exzentrizität variiert die Bahn in der Entfernung zu Saturn um etwa 2.100 km.
Die Umlaufbahn des nächstinneren Mondes Pallene ist im Mittel etwa 27.000 km vom Orbit von Enceladus entfernt, die Entfernungen der Bahnen der nächstäußeren Monde Tethys sowie deren Trojaner-Monde Telesto und Calypso betragen im Mittel etwa 56.000 km.
Enceladus umläuft Saturn in etwa 1 Tag, 8 Stunden, 53 Minuten.

### Bahnresonanzen
Enceladus steht in gravitativer Wechselwirkung mit seiner Nachbarschaft. Er befindet sich gegenwärtig in einer 2:1-Bahnresonanz mit Dione sowie nahe einer 3:2-Resonanz mit Mimas. Darüber hinaus läuft Enceladus fast in einer 4:3-Bahnresonanz mit dem nächstäußeren Mond Tethys. Außerdem stört er seinen unmittelbar inneren Nachbarn Pallene durch seine Gravitation und verursacht Abweichungen in dessen Bahn in der Größenordnung von etwa 4 km.

### E-Ring

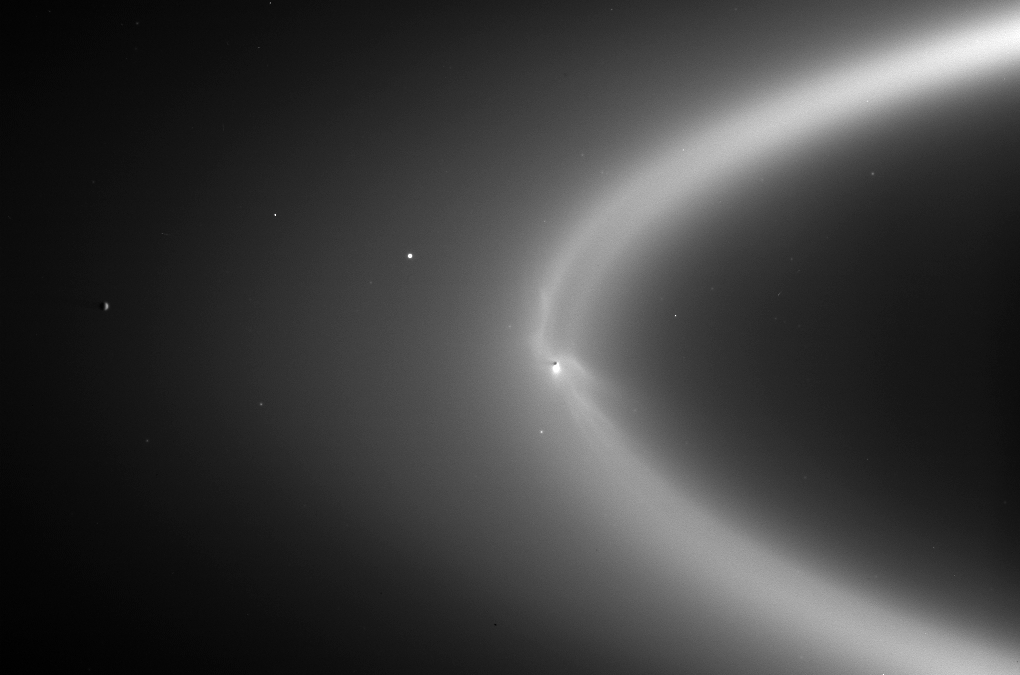
E-Ring mit Ausstoß von Enceladus

Der E-Ring, manchmal auch „Enceladus-Ring“ genannt, ist der äußerste der regulären Saturnringe. Er ist im Vergleich zu den anderen Ringen des Planeten extrem breit; es handelt sich um eine sehr diffuse Scheibe aus mikroskopisch kleinen Eis- oder Staubteilchen (mit Silikaten, Kohlendioxid und Ammoniak), die sich etwa vom Orbit von Mimas bis zur Bahn von Rhea hinzieht, obschon einige Beobachtungen darauf schließen lassen, dass sie sich sogar bis zur Titan-Bahn fortsetzt, was eine Breite zwischen 340.000 und 1.040.000 km bedeutet. Verschiedenen Berechnungen zufolge ist ein solcher Ring instabil und besitzt eine Lebensspanne zwischen 10.000 und einer Million Jahren, daher muss er konstant mit neuem Material gespeist werden. Die Umlaufbahn von Enceladus befindet sich innerhalb des Rings an dessen schmalsten, jedoch auch gegenwärtig dichtesten Ort. Aus diesem Grund geht man davon aus, dass Enceladus die Hauptquelle der Ringpartikel ist. Diese Theorie wurde durch die Messdaten aus den Vorbeiflügen von Cassini gestützt. Es gibt zwei verschiedene Mechanismen, die den Ring speisen können: Die erste und womöglich wichtigste Quelle sind die kryovulkanischen Regionen am Südpol, die Material ausstoßen, wobei der Großteil davon zwar wieder auf die Oberfläche zurückfällt, doch durch Enceladus’ niedrige Fluchtgeschwindigkeit von 866 km/h Partikel entweichen und in einen Orbit um Saturn gelangen können. Der zweite Mechanismus ist das Bombardement durch Mikrometeoriten, die auf der Oberfläche des Mondes einschlagen und Staubteilchen freisetzen. Letzterer Vorgang ist nicht einzigartig auf Enceladus, sondern betrifft alle Monde, die Saturn innerhalb des E-Rings umlaufen.

### Rotation
Die Rotationsachse ist nicht gegen die Umlaufbahn geneigt, steht also senkrecht auf der Umlaufebene. Die Rotationszeit ist gleich der Umlaufzeit. Enceladus weist damit, wie der Erdmond und alle großen Trabanten der Gasriesen, eine synchrone Rotation auf, die sich somit ebenfalls binnen 1 Tag, 8 Stunden, 53 Minuten vollzieht. Dieser Mond zeigt also immer mit derselben Hemisphäre zu Saturn.

## Physikalische Eigenschaften

### Größe

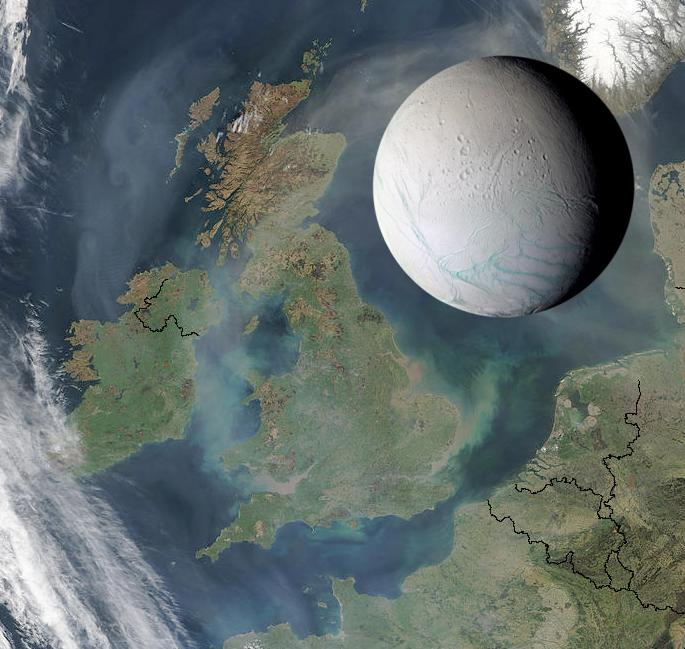
Größenvergleich: Enceladus und Großbritannien (Fotomontage)

Enceladus ist annähernd kugelförmig mit einem mittleren Durchmesser von 504,2 km. Die genauen Abmessungen sind 514 km × 502 km × 496 km. Die Abweichung von etwa 3 % ist auf die Gezeitenkräfte von Saturn zurückzuführen, was dem Mond die Form eines Ellipsoids verleiht. Die Längsachse ist auf Saturn ausgerichtet, die mittlere Achse befindet sich zwischen führender und folgender Hemisphäre und die kürzeste Achse zwischen den Polen. Enceladus ist der sechstgrößte Saturnmond und rangiert im gesamten Sonnensystem auf dem 17. Platz bei allen Planetenmonden.
Von der Größe her ist Enceladus am ehesten mit dem zweitgrößten Hauptgürtel-Asteroiden Vesta oder dem fünftgrößten Uranusmond Miranda vergleichbar.
Die Gesamtfläche von Enceladus beträgt etwa 798.650 km², dies entspricht in etwa der Fläche von Mosambik oder Pakistan. Die Fläche lässt sich auch mit der von Frankreich und Großbritannien zusammen (ohne Überseegebiete) vergleichen.

### Innerer Aufbau
Enceladus ist vermutlich überwiegend aus Wassereis zusammengesetzt. Mit 1,61 g/cm3 weist er die drittgrößte Dichte aller großen Saturnmonde auf, dichter sind nur Phoebe und Titan. In seinem Inneren müssen daher größere Anteile an dichtem Material vorhanden sein, etwa silikatisches Gestein; es handelt sich demnach um einen differenzierten Körper.

### Oberfläche

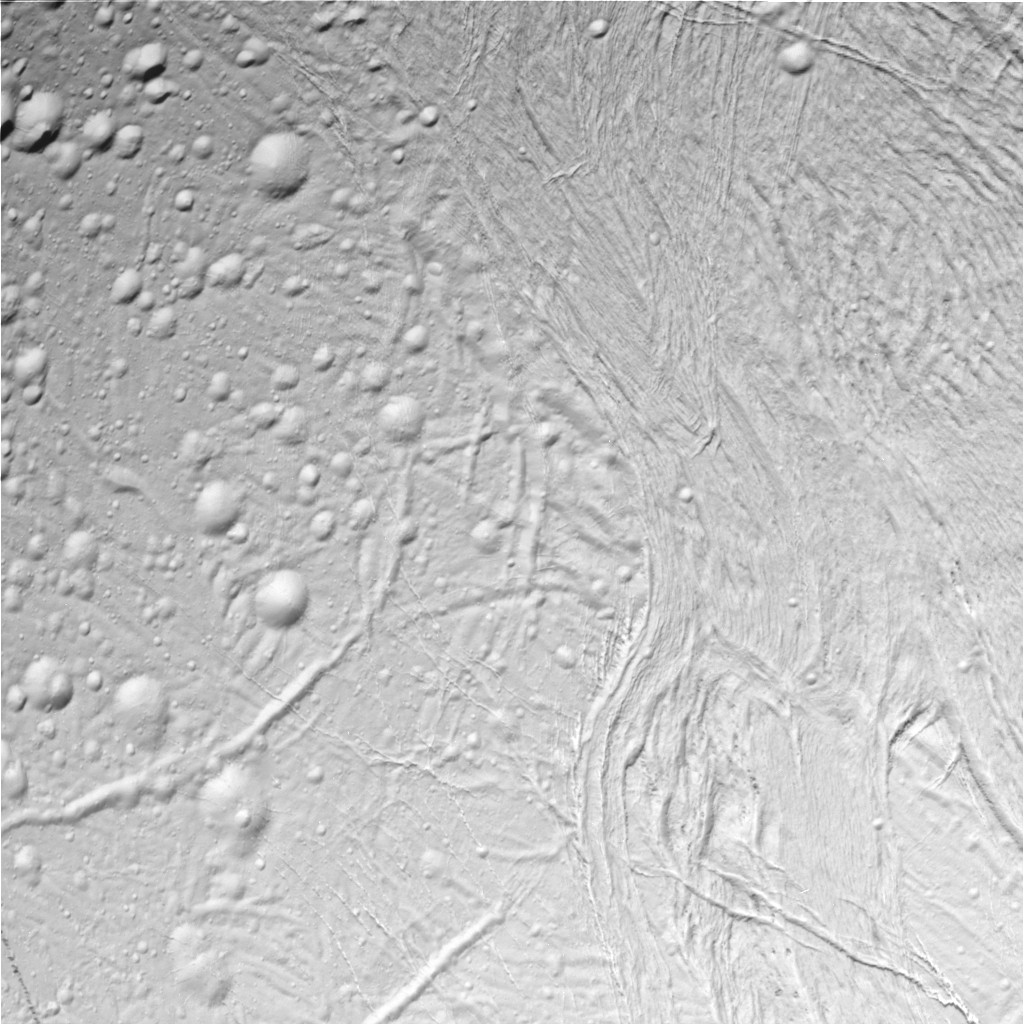
Nahaufnahmen von Cassini zeigen deutlich unterscheidbare Terrains.

Enceladus ist außergewöhnlich hell, da er großflächig mit reinem Wassereis bedeckt ist, das 99 % des eingestrahlten Sonnenlichts reflektiert. Dies ist die höchste Albedo eines Himmelskörpers im Sonnensystem; sie übertrifft sogar die Reflexivität von frisch gefallenem Schnee. Aufgrund der hohen Reflexion des Sonnenlichts herrschen auf Enceladus meist Temperaturen unter −200 °C bzw. unter 70 Kelvin.
Auf seiner Oberfläche konnten verschiedene Terrains ausgemacht werden. Neben Einschlagkratern sind flache Ebenen sowie ausgeprägte Brüche und Verwerfungen sichtbar.
Ein Teil seiner Oberfläche scheint mit einem geschätzten Alter von 100 Millionen Jahren relativ jung zu sein. Dies deutet darauf hin, dass Enceladus geologisch aktiv ist. Ursache ist offensichtlich Kryovulkanismus (Kältevulkanismus), bei dem Wasser aus dem Innern des Mondes austritt und sich über die Oberfläche verteilt. Enceladus ist der kleinste bekannte Körper im Sonnensystem mit einer geologischen Aktivität dieser Art.
Der größte benannte Krater auf Enceladus, Ali Baba, hat einen Durchmesser von lediglich 34 km. Das längste Grabensystem, Samarkand Sulci, erstreckt sich über 360 km. Die Namen aller Formationen des Trabanten wurden von der IAU auf solche aus Tausendundeine Nacht festgelegt.

## Erforschung durch die Sonde Cassini
Die Raumsonde Cassini untersuchte den Mond bei mehreren nahen Vorbeiflügen ab März 2005. Dabei entdeckte sie ein Magnetfeld und eine dünne Wasserdampf-Atmosphäre. Da die Schwerkraft von Enceladus zu schwach ist, um die Gase längere Zeit zu halten, deutet dies auf eine dauerhafte Quelle auf dem Mond selbst hin. Die Gase stammen entweder von der Oberfläche oder aus dem Inneren des Mondes. Man vermutete, sie könnten durch Vulkane, Geysire oder andere Aktivitäten ausgestoßen werden. Enceladus ist damit, neben Titan, der zweite Mond des Saturn, der eine Atmosphäre besitzt. Die Enceladusatmosphäre scheint jedoch auf die geologisch aktive Südpolarregion beschränkt zu sein, wie weitere Daten der Cassini-Mission ergaben.

### Vulkanische Aktivität in der Südpolarregion

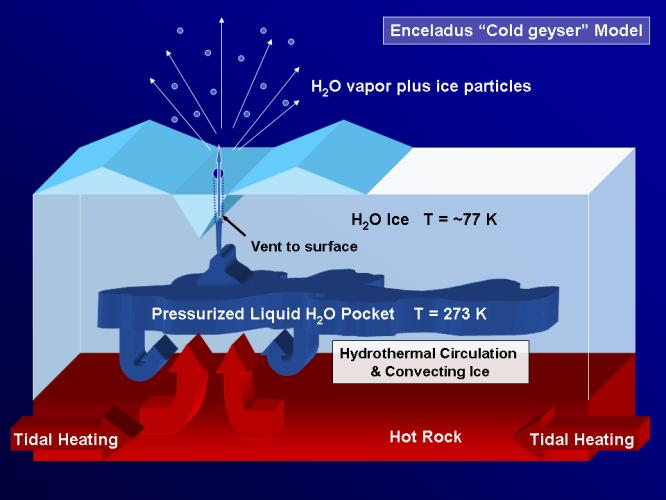
Modell eines „kalten Geysirs“ auf Enceladus

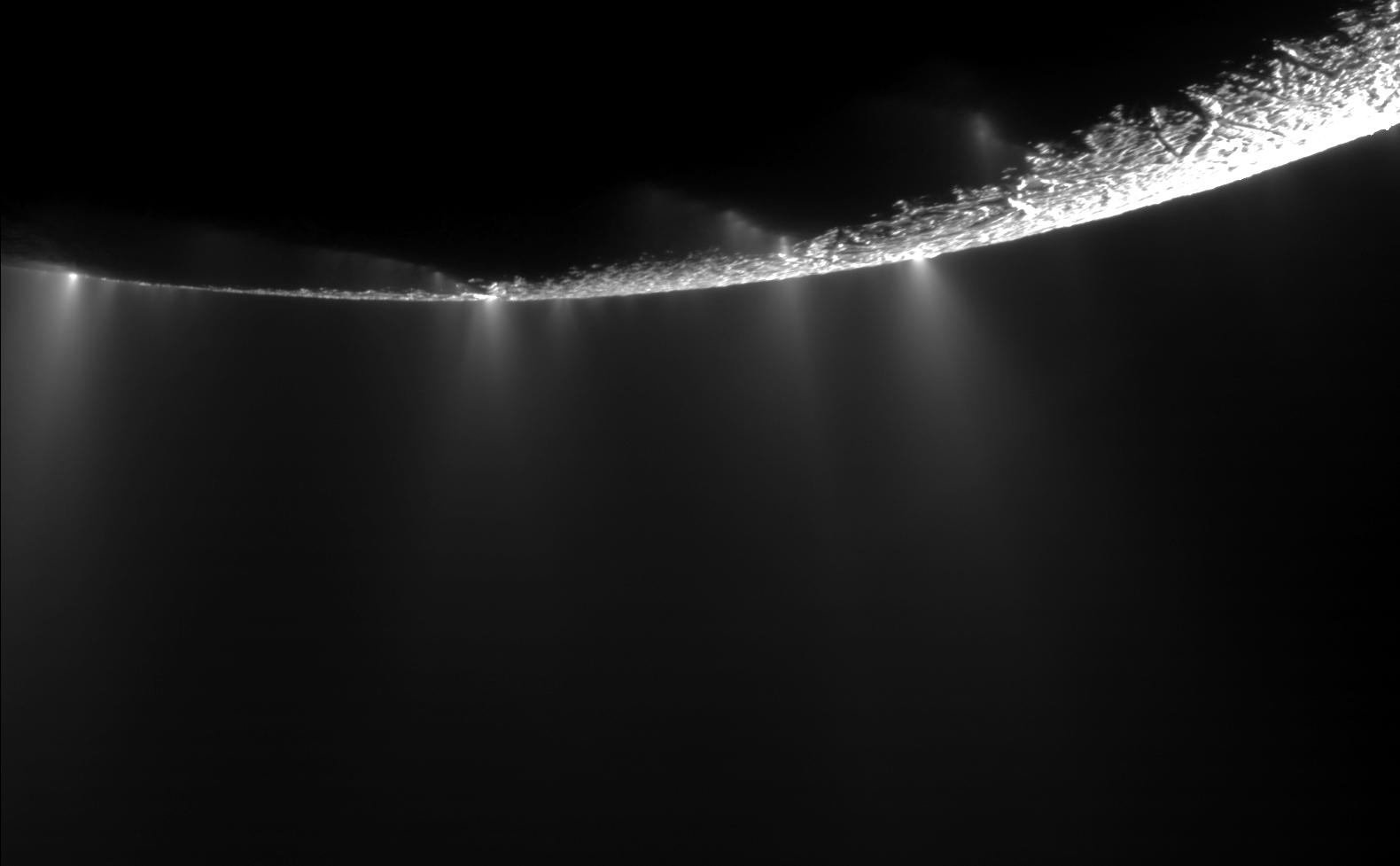
Kryovulkanische Aktivität auf Enceladus

Überraschenderweise befindet sich am Südpol dieses Mondes eine Zone lokaler Erwärmung, die die Oberfläche dort um etwa 20 bis 25 K stärker aufheizt, als es zu erwarten wäre. Die Energiequelle für die vulkanischen Vorgänge ist unbekannt. Es werden aber verschiedene Modelle diskutiert. Enceladus ist eigentlich viel zu klein, als dass radioaktiver Zerfall zu einer bedeutenden Erwärmung im Innern des Mondes führen würde.
Er umkreist Saturn in einer 2:1-Resonanz mit dem Mond Dione (wie die Monde Io und Europa den Jupiter), wodurch Gezeitenkräfte wirksam werden, die Reibungen im Mondinnern und damit eine Erwärmung bewirken. Allerdings ist dieser Mechanismus nicht ausreichend, um genügend Wärme zur Verflüssigung von Wassereis zu erzeugen. Die gesamte Erhitzungsrate, die sich aus der Summe möglichen radioaktiven Zerfalls im Innern sowie der maximalen Gezeitenkräfte ergibt, beträgt lediglich etwa ein Zehntel der beobachteten Wärmeenergie. Im Innern von Enceladus könnten chemische Stoffe vorhanden sein, die den Schmelzpunkt des Eises herabsetzen. Diskutiert wird das Vorhandensein von Ammoniak, welches dies bewirken könnte. Waite u. a. veröffentlichten 2009 neue Messdaten von Cassini, bei denen erstmals Ammoniak nachgewiesen werden konnte.

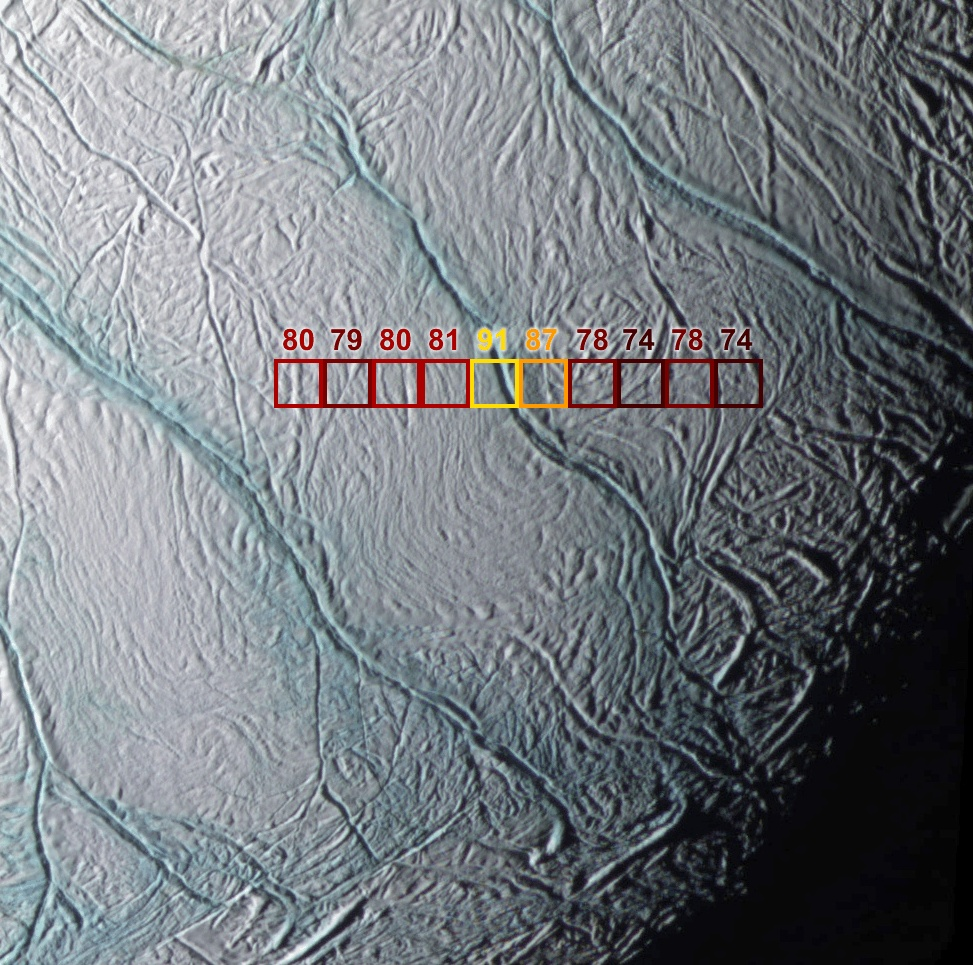
Temperaturprofil an den sogenannten „Tigerstreifen“

In der geologisch aktiven Region ist die Oberfläche von parallelen, Hunderte Kilometer langen Streifen durchzogen, die aus bis zu 300 Meter tiefen Spalten bestehen, in denen kristallines Eis bis zur Oberfläche vordringt. Die Umgebung erinnert in ihrem Aussehen an eine vorübergehend erstarrte zähflüssige Masse. Eventuell bewegt sich unter der Oberfläche das Eis in Konvektionsströmen und löst eine kryovulkanische Spaltenaktivität aus. Der Vorgang erinnert in seinen Effekten an die Plattentektonik der Erde oder an vergleichbare Aktivitäten auf dem Jupitermond Europa. Das Ausstoßvolumen der Tigerstreifen schwankt zyklisch. Am schwächsten erscheinen die Geysire, wenn sich Enceladus am saturnnächsten Punkt seiner Umlaufbahn befindet, um dann kontinuierlich in ihrer Aktivität zuzunehmen, je weiter sich der Mond von seinem Planeten entfernt. Die Ausstoßrate ist am saturnfernsten Punkt schließlich drei bis vier Mal so hoch wie am saturnnächsten. Ein Erklärungsmodell ist, dass bei größerer Nähe zum Saturn und der daraus resultierenden stärkeren gravitativen Belastung die Tigerstreifen regelrecht zusammengedrückt werden, wodurch sich die Ausstoßöffnungen verkleinern und weniger Material entweichen lassen.
Neueste Forschungsergebnisse zeigen, dass die Eruptionen meist nicht an einzelnen Stellen der Spalten, sondern über nahezu die gesamte Spaltenlänge auftreten. Wegen optischer Effekte sind sie nur punktuell und nicht über die ganze Spaltenlänge sichtbar.
Diese Region scheint offenkundig die Quelle des sehr feinen E-Rings des Saturns und auch der dünnen Atmosphäre um Enceladus zu sein. Das Ringmaterial kann sich zwar nicht länger als einige tausend Jahre auf seiner Bahn halten, jedoch sorgt die geologische Aktivität des Mondes für ständigen Nachschub.
Am 14. Juli 2005 wurden von der Raumsonde Cassini, die den Mond in nur 175 km Abstand überflog, auf der Oberfläche unzählige Eisbrocken in der Größe eines Einfamilienhauses beobachtet, deren Herkunft nicht ganz klar ist. Da sich diese Brocken im Bereich der bereits erwähnten Streifenmuster befinden, besteht mit großer Wahrscheinlichkeit ein Zusammenhang zur kryovulkanischen Aktivität in der Südpolregion.

### Möglichkeiten für Leben auf Enceladus

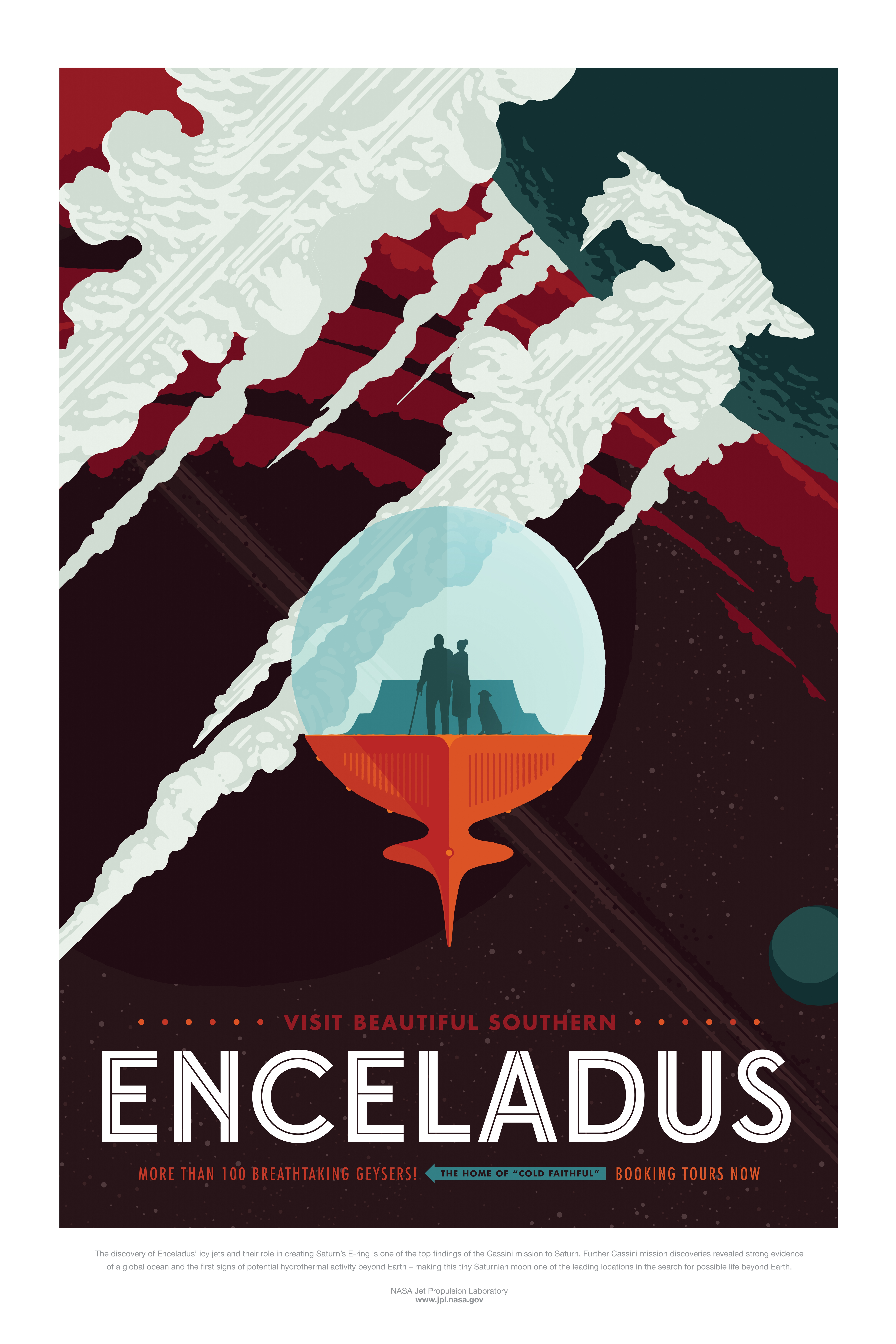
Darstellung der Fontänen der Südhalbkugel in einem fiktionalen Plakat des JPL

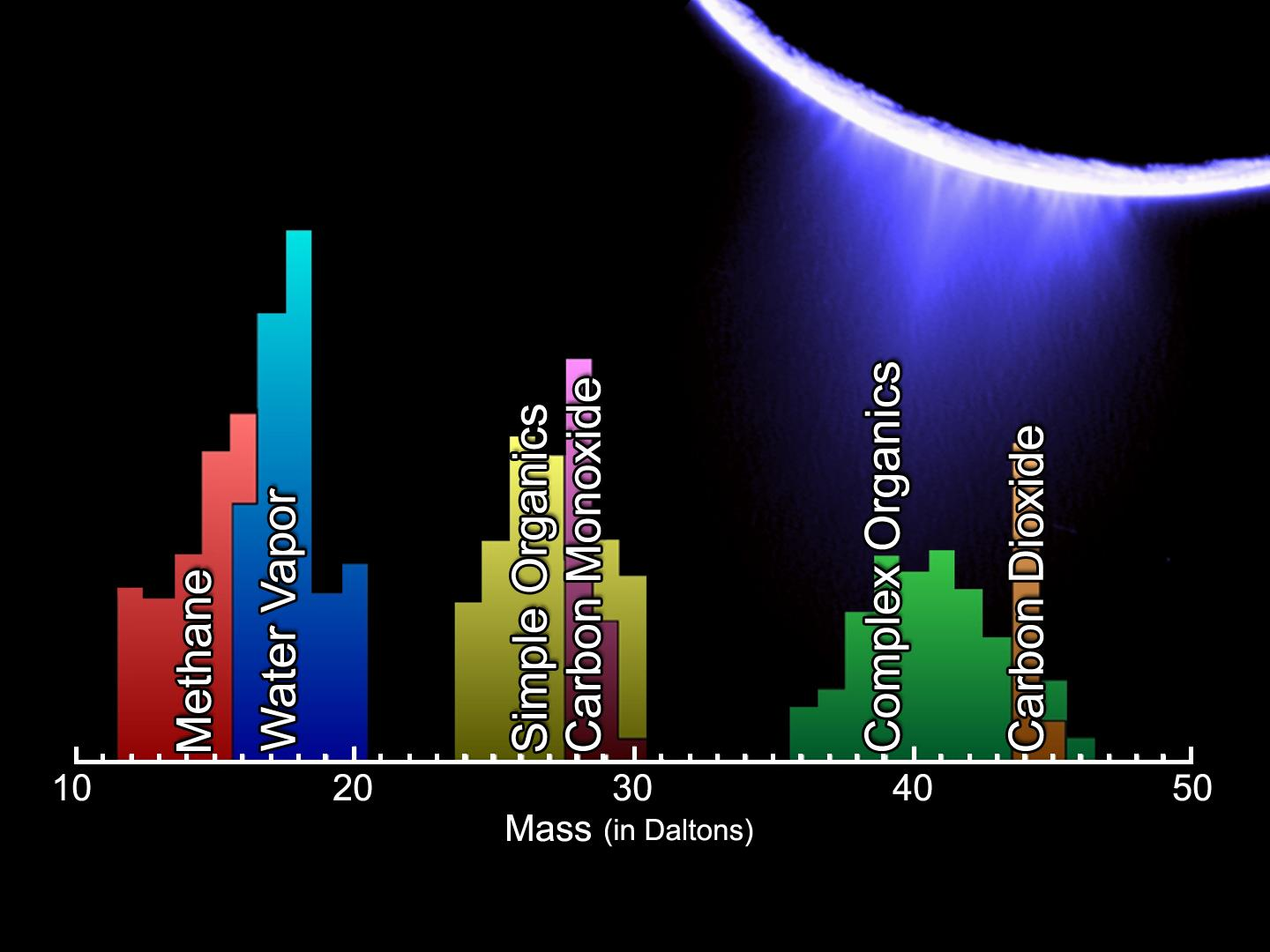
Daten des Ion and Neutral Mass Spectrometer vom 12. März 2008

Am 9. März 2006 teilte die NASA mit, dass Aufnahmen von Cassini flüssiges Wasser in der Südpolregion von Enceladus vermuten lassen. Es könnte sich in Kammern befinden, die möglicherweise nur einige Meter unter der Oberfläche liegen, und bräche dann ähnlich einem Geysir an die Oberfläche aus. Ein Teil der Eispartikel fällt auf die Oberfläche zurück und bewirkt das besonders große Rückstrahlungsvermögen von Enceladus. Von dem Großteil der in den Weltraum entwichenen Partikel gelangt ein Teil auf die Oberfläche von anderen Saturnmonden, daher sind auch Mimas, Tethys, Dione und Rhea – die Satelliten im Bereich des E-Rings – im Vergleich zu anderen Monden ungewöhnlich hell.
Am 9. Oktober 2008 passierte Cassini Enceladus in einer Distanz von nur 25 Kilometern. Dies war der geringste Abstand beim Vorbeiflug einer Raumsonde in der Geschichte der Raumfahrt. Dabei flog Cassini durch frisch ausgestoßene Partikel. Zwei Instrumente waren zu diesem Zeitpunkt in Betrieb: Der Cosmic Dust Analyzer und das Ion and Neutral Mass Spectrometer. Die Messergebnisse zeigten eine viel höhere Dichte von flüchtigen Gasen wie Wasserdampf, Kohlendioxid und Kohlenmonoxid als angenommen. Aber auch organische Materialien, die bereits durch eine spektroskopische Analyse einer Sternbedeckung nachgewiesen wurden, waren häufiger als erwartet. Die Partikeldichte war derart hoch, dass durch sie ein messbares Drehmoment auf die Sonde wirkte. Eine Überraschung war die chemische Zusammensetzung der ausgestoßenen Partikel, welche der eines Kometen ähnelte. Im Gegensatz zu den Kometen wird Enceladus aber von innen erwärmt.
Enceladus besitzt somit Wärme, Wasser und organische Chemikalien, einige der wesentlichen Bausteine für die Entwicklung von Leben.
Cassini wies außerdem Wasserstoffmoleküle in den Geysir-Eruptionen nach. Dies wurde als Hinweis dafür interpretiert, dass auf dem Boden des Enceladus-Ozeans heiße hydrothermale Quellen existieren, analog wie auf dem Boden der Ozeane der Erde. Es gibt Hypothesen, dass die ersten primitiven Lebensformen auf der Erde in der Nähe solcher heißen Hydrothermalquellen entstanden sind. Damit wird es für möglich gehalten, dass auf Enceladus ebenfalls Leben entstanden sein könnte. Neuere Untersuchungen der Sondendaten von Cassini, nach denen in den ausströmenden Gasfahnen molekularer Wasserstoff vorhanden ist, erhärten die Thesen der hydrothermalen Aktivität, der Entstehung von Methan und auch der Möglichkeit von Leben auf Enceladus. 2021 berichteten Wissenschaftler große Mengen an Methan, die von Enceladus ausströmen, entdeckt zu haben. Die ermittelten Mengen deuten auf mikrobielles Leben in seinem Ozean hin, könnten jedoch auch durch noch unbekannte Methan-Quellen erklärt werden.

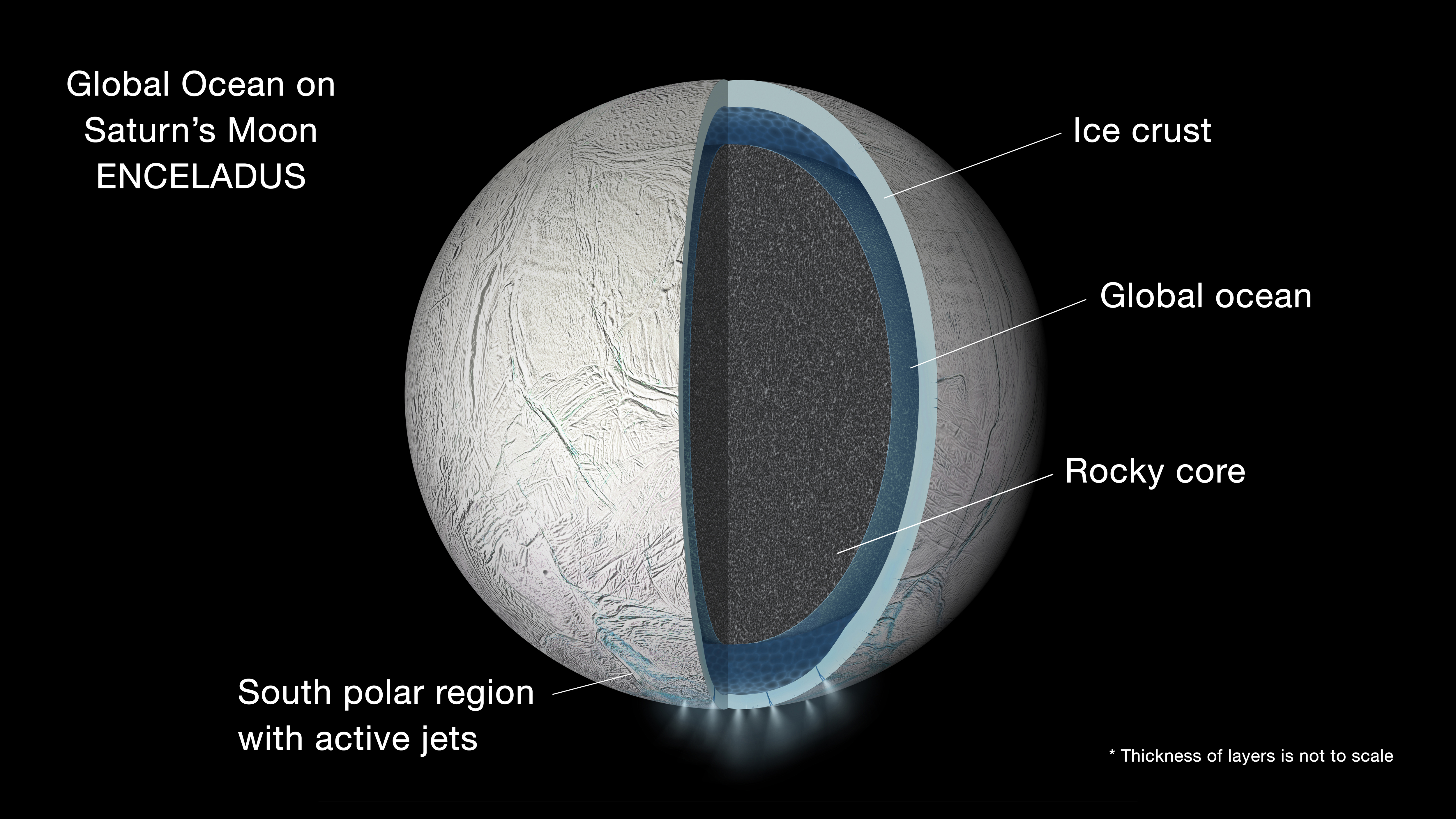
Geologischer Aufbau von Enceladus

### Wasserozean
Gravimetrische Messungen deuten darauf hin, dass sich nicht nur unter dem Eis der Südpolregion ein Ozean aus Wasser befindet, sondern ein globaler extraterrestrischer Ozean existiert. Dazu wurden Vorbeiflüge von Cassini genutzt und ausgewertet. Die Massenverteilung im Inneren des Mondes beeinflusst die Flugbahn der Sonde, was über die Dopplerverschiebung ihrer Funksignale vermessen werden kann. Außerdem wurde die Libration der Mondoberfläche vermessen. Ein Wasserozean führt dazu, dass die Eiskruste sich unabhängig vom Kern drehen kann, was besser zu den Messwerten passt als eine feste Verbindung mit dem Kern. Damit wurde die Schale höherer Dichte und geringerer Festigkeit entdeckt, die als ein Wasserozean mit einer Tiefe von 10 km unter 30 bis 40 km Eis interpretiert wird.
Am Boden des Ozeans gibt es möglicherweise hydrothermale Quellen. Im Vorbeiflug gesammelte Daten aus den aus Enceladus entweichenden Gasen zeigen die Existenz von molekularem Wasserstoff sowie von komplexen organischen Molekülen an, was die These des Wasserozeans unter dem Eis und die Existenz hydrothermaler Quellen unterstützt. Zudem wurde die Bildung von Methan im Kontext mit der hydrothermalen Energie als Quelle für den Wasserstoffausstoß als sehr wahrscheinlich identifiziert, wodurch die Möglichkeit für Leben in diesem Ozean erneut als möglich diskutiert wird.

## Elektrische Verbindung mit Saturn
Enceladus ist entlang von Saturns Magnetfeldlinien durch einen elektrischen Strom mit Saturn verbunden. Dort wo die Elektronen die Saturnatmosphäre treffen, entstehen in den Polarregionen im UV-Licht leuchtende Flecken.

## Weitere Erforschung
An der FH Aachen entwickelt ein studentisches Team seit 2010 den Kryobot IceMole, der einen Kryovulkan anbohren und das Wasser im Innern untersuchen soll. Realistisch ist eine solche Mission erst ab dem Jahr 2040. Des Weiteren wurde die Mission Enceladus Life Finder im Jahre 2015 vorgeschlagen, aber nicht ausgewählt. Im April 2022 wurde der NASA durch die National Academies of Sciences, Engineering, and Medicine, einer Dachorganisation US-amerikanischer Wissenschaftsakademien, empfohlen, im Rahmen ihres Flagship-Programms einer Enceladus-Sonde, die zunächst den Mond umkreisen und danach landen soll (Orbilander), nach einem Uranus-Orbiter für die Jahre 2023 bis 2032 die zweithöchste Priorität zu geben.
Auch ein Expertengremium der ESA hat einer Mission zu Enceladus die höchste Priorität im Rahmen des Planungsprogramms Voyage 2050 gegeben. Die zukünftige Raumsonde soll optimalerweise sowohl über ein Lande-Modul verfügen, das in der Südpolregion nach Biosignaturen suchen sowie über Durchflüge durch Geysir-Material Wasser aus dem Mond-Inneren analysieren soll.